# 長倉幹樹
長倉 幹樹（ながくら もとき、1999年10月7日 - ）は、埼玉県浦和市（現：さいたま市浦和区）出身のプロサッカー選手。Jリーグ・FC東京所属。ポジションはミッドフィールダー、フォワード。

## 経歴
浦和レッズのアカデミー出身。順天堂大学から2022年に関東サッカーリーグ1部の東京ユナイテッドFCに加入し、リーグ戦9試合で8得点を挙げた。そして8月10日に浦和レッズユース時代の監督だった大槻毅が監督を務めるザスパクサツ群馬に完全移籍した。なお、年度途中までに在籍した東京ユナイテッドFCであげた8得点により、2022年の関東サッカーリーグ1部で得点王を受賞している（新関成弥と同時受賞）。
2023年7月26日、アルビレックス新潟に完全移籍で加入した。同年12月3日のJ1最終節・セレッソ大阪戦で途中出場し、J1初得点を記録、チームの勝利に貢献した。
2024年9月4日、ルヴァンカップ準々決勝第1戦・FC町田ゼルビア戦で4ゴールをマークし、キャリア初のハットトリックを達成。11月2日、ルヴァンカップ決勝の名古屋グランパス戦に途中出場。延長後半に絶妙なスルーパスから小見洋太のゴールをアシストした。PK戦では自身の2番目のキックの失敗が響き敗れた。しかしルヴァンカップでは6ゴールを挙げ得点王に輝き、チームの準優勝に大きく貢献した。
2025年1月3日、下部組織時代を過ごした浦和レッズに完全移籍で加入した。5月11日、J1第16節古巣新潟戦で、移籍後初ゴールとなる恩返し弾を決めた。
同年6月、FC東京に期限付き移籍で加入した。背番号は26。天皇杯・ツエーゲン金沢戦で移籍後初ゴールを記録した。

## 所属クラブ
- NEOS FC（さいたま市立大東小学校）
- 2012年 - 2014年 浦和レッズジュニアユース（さいたま市立木崎中学校）
- 2015年 - 2017年 浦和レッズユース（埼玉県立大宮南高等学校）
- 2018年 - 2021年 順天堂大学
- 2022年 - 同年8月  東京ユナイテッドFC
- 2022年8月 - 2023年7月  ザスパクサツ群馬
- 2023年7月 - 2024年  アルビレックス新潟
- 2025年 -  浦和レッズ
  - 2025年6月 -  FC東京（期限付き移籍）

## 個人成績
| 国内大会個人成績 | 国内大会個人成績 | 国内大会個人成績 | 国内大会個人成績 | 国内大会個人成績 | 国内大会個人成績 | 国内大会個人成績 | 国内大会個人成績 | 国内大会個人成績 | 国内大会個人成績 | 国内大会個人成績 | 国内大会個人成績 |
| 年度             | クラブ           | 背番号           | リーグ           | リーグ戦         | リーグ戦         | リーグ杯         | リーグ杯         | オープン杯       | オープン杯       | 期間通算         | 期間通算         |
| 年度             | クラブ           | 背番号           | リーグ           | 出場             | 得点             | 出場             | 得点             | 出場             | 得点             | 出場             | 得点             |
| 日本             | 日本             | 日本             | 日本             | リーグ戦         | リーグ戦         | リーグ杯         | リーグ杯         | 天皇杯           | 天皇杯           | 期間通算         | 期間通算         |
| ---------------- | ---------------- | ---------------- | ---------------- | ---------------- | ---------------- | ---------------- | ---------------- | ---------------- | ---------------- | ---------------- | ---------------- |
| 2021             | 順天堂大         | 20               | -                | -                | -                | -                | -                | 3                | 0                | 3                | 0                |
| 2022             | 東京U            | 9                | 関東1部          | 9                | 8                | -                | -                | -                | -                | 9                | 8                |
| 2022             | 群馬             | 28               | J2               | 6                | 2                | -                | -                | -                | -                | 6                | 2                |
| 2023             | 群馬             | 28               | J2               | 20               | 5                | -                | -                | 0                | 0                | 20               | 5                |
| 2023             | 新潟             | 27               | J1               | 10               | 1                | -                | -                | 0                | 0                | 10               | 1                |
| 2024             | 新潟             | 27               | J1               | 30               | 5                | 9                | 6                | 2                | 0                | 41               | 11               |
| 2025             | 浦和             | 20               | J1               | 13               | 1                | -                | -                | -                | -                | 13               | 1                |
| 2025             | FC東京           | 26               | J1               |                  |                  |                  |                  |                  |                  |                  |                  |
| 通算             | 日本             | 日本             | J1               | 53               | 7                | 9                | 6                | 2                | 0                | 64               | 13               |
| 通算             | 日本             | 日本             | J2               | 26               | 7                | -                | -                | 0                | 0                | 26               | 7                |
| 通算             | 日本             | 日本             | 関東1部          | 9                | 8                | -                | -                | -                | -                | 9                | 8                |
| 通算             | 日本             | 日本             | 他               | -                | -                | -                | -                | 3                | 0                | 3                | 0                |
| 総通算           | 総通算           | 総通算           | 総通算           | 88               | 22               | 9                | 6                | 5                | 0                | 102              | 28               |

出場歴
- Jリーグ初出場:2022年8月16日 J2第31節 横浜FC戦（ニッパツ三ツ沢球技場）
- Jリーグ初得点:2022年8月20日 J2第32節 ベガルタ仙台戦（正田醤油スタジアム群馬）

## タイトル

### 個人
- 関東サッカーリーグ1部 得点王：1回（2022年）
- J1リーグ月間ベストゴール：1回（2025年6月）
- Jリーグカップ 得点王：1回（2024年）